# 메리 풀러

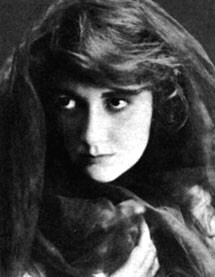

메리 풀러(Mary Fuller, 1888년 10월 5일 ~ 1973년 12월 9일)는 미국의 영화배우, 각본가, 연극 배우이다.
워싱턴 D.C.에서 태어났으며 워싱턴 D.C.에서 사망하였다.

## 영화
- 프랑켄슈타인 (1910년)
- 리어 왕 (1909년)